# The Graceful Fallen Mango
Albums de Dave Longstreth
The Glad Fact
(2003)
The Graceful Fallen Mango est le premier album de Dave Longstreth (qui sortira ses albums suivants sous le nom de Dirty Projectors), sorti en 2002. Il a été enregistré dans la chambre de Dave Longstreth, sur un magnétophone 4 pistes et dans la cave de son frère, directement sur son ordinateur. Dave Longstreth joue tous les instruments de l'album, mis à part les chœurs sur deux chansons, tenus par son frère et un ami appelé Steve.

## Liste des titres
Toutes les chansons sont de Dave Longstreth.
| #   | Titre                           | Durée |
| --- | ------------------------------- | ----- |
| 1.  | Spring is Here                  | 4:12  |
| 2.  | Follow Me not If You Still Care | 5:37  |
| 3.  | Easily Resigned                 | 3:46  |
| 4.  | I Don't Know                    | 4:38  |
| 5.  | Lay Down Restless Bones         | 3:52  |
| 6.  | Constellation That's Mine       | 3:07  |
| 7.  | Time for Bed                    | 1:24  |
| 8.  | She Turns To Ash                | 5:37  |
| 9.  | What If I                       | 1:43  |
| 10. | The Graceful Fallen Mango       | 1:05  |
| 11. | Maggie And Me                   | 2:44  |
| 12. | Everything Will Happen          | 4:14  |
| 13. | We Are Striving                 | 3:28  |
| 14. | Yield; Be Held (Aloft)          | 1:57  |
| 15. | At The End Of The Day           | 5:14  |